# نیروگاه برق آبی گریوای
نیروگاه برق آبی گریوای (به لاتین: Gariuai Hydroelectric Plant) یک سد در تیمور شرقی است که در Gariuai, Baucau District واقع شده‌است.